# Radicaal 182
Van de in totaal 214 Kangxi-radicalen heeft radicaal 182 de betekenis wind. Het is een van de elf radicalen die bestaat uit negen strepen.
In het Kangxi-woordenboek zijn er 182 karakters die dit radicaal gebruiken.

## Karakters met het radicaal 182

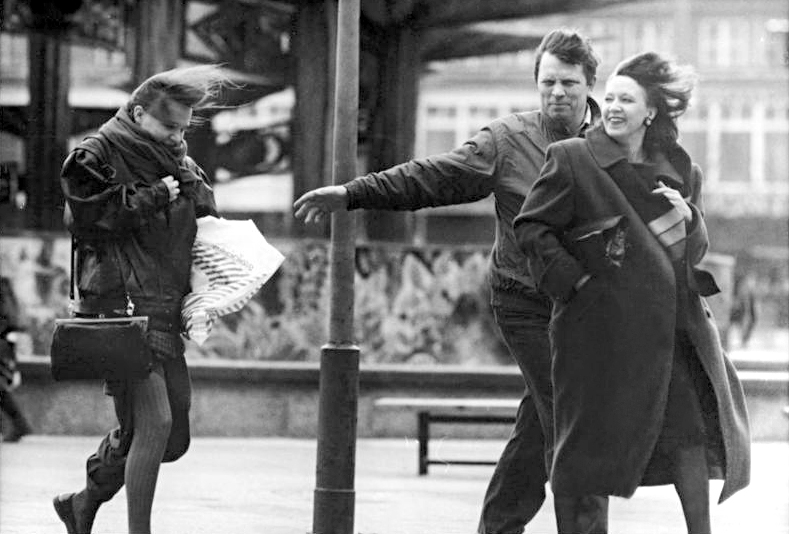
Voetgangers gaan gebukt onder een stevige wind.

| Strepen | Traditioneel Karakter | Vereenvoudigd Karakter |
| ------- | --------------------- | ---------------------- |
| + 0     | 風                    | 风                     |
| + 3     | 颩 颪                 | 飏                     |
| + 4     | 颫 颬                 |                        |
| + 5     | 颭 颮 颯 颰 颱        | 飐 飑 飒               |
| + 6     | 颲 颳                 |                        |
| + 7     | 颴 颵                 |                        |
| + 8     | 颶 颷                 | 飓                     |
| + 9     | 颸 颹 颺              | 飔 飖                  |
| + 10    | 颻 颼 颽 颾 颿 飀     | 飕 飗                  |
| + 11    | 飁 飂 飃 飄           | 飘                     |
| + 12    | 飅 飆 飇 飈 飉 飊     | 飙 飚                  |
| + 13    | 飋                    |                        |
| + 18    | 飌 飍                 |                        |

Orakelbotkarakter
Bronskarakter
Groot zegelkarakter
Klein zegelkarakter